# Gedai Mária
Gedai Mária (Szombathely, 1958. október 5. –) magyar színésznő.

## Életpályája
Szombathelyen született, 1958. október 5-én. 1978-ban a Szegedi Nemzeti Színházban kezdte pályáját. 1982-től a debreceni Csokonai Színházban játszott. 1985 és 2000 között a nyíregyházi Móricz Zsigmond Színház társulatának színművésznője volt. 1991-ben tanári diplomát szerzett.

## Fontosabb színházi szerepei
- William Shakespeare: Tévedések vígjátéka... Luca, Adriana szolgálója
- Molière: Úrhatnám polgár... Szabósegéd
- Carlo Goldoni A hazug... Boltoslány
- Victorien Sardou: Szókimondó asszonyság... Julcsi; Komorna
- Friedrich Dürrenmatt: Ötödik Frank... Szállodatulajdonosnő
- August Strindberg: Júlia kisasszony... szereplő
- Anton Pavlovics Csehov: Három nővér... Versinyinné
- Anton Pavlovics Csehov: Ványa bácsi... Cseléd
- Fjodor Mihajlovics Dosztojevszkij: Férj az ágy alatt... Katja
- Iszaak Oszipovics Dunajevszkij: Szabad szél... Linda
- Borisz Vasziljev: Csendesek a hajnalok... Kátya Szmolnics
- Friedrich Schiller: A genovai Fiesco összeesküvése... Rosa
- John Whiting: Ördögök... Ninon, özvegy
- Ivo Brešan: Paraszt Hamlet... szereplő
- Alan Alexander Milne: Micimackó... Malacka
- Jevgenyij Lvovics Svarc: Hókirálynő... Rablómama
- Carlo Collodi - Litvai Nelli: Pinokkió... Első nyest
- Gaal József: A peleskei nótárius... Néző; Kar; Betyár; Német vasas
- Szigligeti Ede: Liliomfi... szolgáló
- Móricz Zsigmond: Sári bíró... Terka
- Móricz Zsigmond: Tündérkert... Egy asszony
- Móricz Zsigmond: Lúdas Matyi... Suhanc; Ferke
- Móricz Zsigmond - Móricz Virág: Kivilágos kivirradtig... Cseléd
- Krúdy Gyula: A vörös postakocsi... Ugocsiné
- Molnár Ferenc: Egy, kettő, három... Lind kisasszony
- Molnár Ferenc: Úri divat... Alapos hölgy
- Molnár Ferenc: A doktor úr... Szobalány
- Szép Ernő: Vőlegény... Sári; Nusi, táncosnő a Casinóból
- Fejes Endre - Presser Gábor - Sztevanovity Dusán: Jó estét nyár, jó estét szerelem... Krisz
- Gyurkovics Tibor: A bombatölcsér... Szalayné
- Karinthy Ferenc: Ősbemutató... Zsófia asszony, virágboltvezető
- Eisemann Mihály - Zágon István - Somogyi Gyula: Fekete Péter... Marie, főkomorna
- Ábrahám Pál: Bál a Savoyban... Polette
- Gabnai Katalin: Tüskerózsa... Hal
- Nyerges András: Az ördög győz mindent szégyenleni... Szolgáló
- Thurzó Gábor: Holló és sajt, avagy van pápánk... Szolgálólány
- Galambos Péter - Kertész Mihály: Senki földje... szereplő
- Ray Henderson: Diákszerelem... Kate
- Alexandre Breffort - Marguerite Monnot: Irma, te édes... Irma hasonmása
- Molnár Andrea: Három kecskék.... Királylány és kecske

## Filmek, tv
- A tanítónő (magyar tévéfilm, 1985.) – rendező: Léner Péter